# 夏の日の恋
「夏の日の恋」（なつのひのこい、Theme from a Summer Place）は、1959年に公開された映画『避暑地の出来事』（A Summer Place）の主題歌。作詞はマック・ディスカント、作曲はマックス・スタイナーにより、ユーゴー・ウインターが歌った。

## パーシー・フェイスのバージョン
パーシー・フェイスによって録音されたものは、この曲の最も有名なバージョンである。1960年に9週連続全米ヒットチャートの1位を記録、1960年度のグラミー賞で、年間最優秀レコードを受賞した。年間最優秀レコードを映画主題歌およびインストゥルメンタル曲が受賞したのはこれが初めてであった。
なお、園田競馬場、姫路競馬場における発売締め切り前BGMの一部に、この曲のディスコバージョンである「夏の日の恋'76」が使用されている。